# Aggratis!
Aggratis!  è stato un programma televisivo italiano andato in onda nel 2013 su Rai 2 e condotto da Fabio Canino con Chiara Francini.

## La trasmissione
Il programma viene definito dagli autori come una trasmissione anticrisi rivolta a chi: 

### Produzione

#### Autori
Il programma fu scritto da Gregorio Paolini e da Simonetta Martone, Gianluca Ansanelli, Francesca Cucci, Giulia Ricciardi, Fabio Vassallo.